# Thierry Savio
Pour les articles homonymes, voir Savio.
Pas d'image ? Cliquez ici

a Compétitions nationales et continentales officielles uniquement.

Thierry Savio, né le 2 mars 1963 à Toulouse, est un joueur français de rugby à XV qui a joué au poste de talonneur. Il devient entraîneur après sa carrière de joueur.

## Biographie
Né à Toulouse, Thierry Savio commence à jouer au rugby à l'âge de 7 ans à Rambouillet. Il rejoint ensuite Montpellier à 14 ans et sera sélectionné en équipe du Languedoc en cadet puis en junior. Il arrive au Stade toulousain en junior en 1984.
Avec le Stade toulousain, il remporta la Coupe de France en 1984, puis sera champion de France en 1985 après la victoire de son équipe 36 à 22 face à Toulon. Il est remplaçant durant cette finale. Il sera ensuite à nouveau champion de France en 1989.
En 1999, après notamment un passage à Villefranche-de-Lauragais, il revient au Stade toulousain en tant que préparateur physique des joueurs, spécialisé dans la musculation. Il s'occupe des professionnels et des espoirs jusqu'en 2009 où il va se consacrer entièrement à la formation et à l’équipe espoirs. Il deviendra également consultant « mêlée » en 2011.
En 2014, Thierry Savio rejoint l'US Carcassonne et devient  responsable de la préparation physique du club.
Il a également inventé la "Scrum machine" en 2002. C'est un appareil créé pour préparer les joueurs aux mêlées.

## Carrière

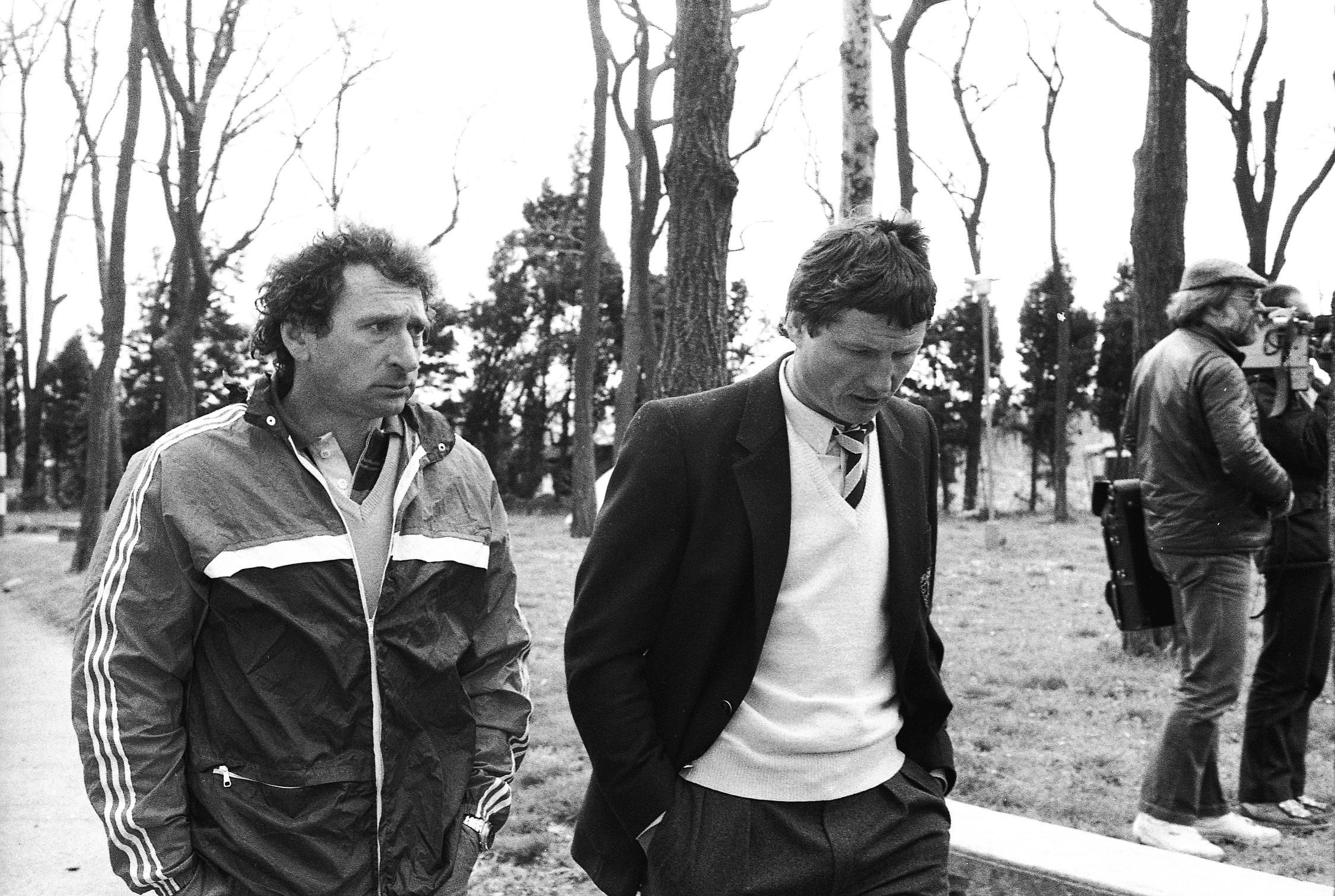
Pierre Villepreux et Jean-Claude Skrela, entraîneurs de Thierry Savio de 1984 à 1989.

- Montpellier RC (formation)
- 1984-1989 : Stade toulousain
- FC Villefranche-de-Lauragais
- Rambouillet RS
- RC Frontignan-Sète

## Palmarès
Stade toulousain
- Vainqueur du championnat de France (2) : 1985 et 1989[3]
- Vainqueur de la Coupe de France (1) : 1984